# Yiannis Laouris
Yiannis Laouris (grec moderne : Γιάννης Λαούρης), né en 1958, est un neurophysiologiste et entrepreneur social. Formé en Allemagne et aux États-Unis, il s'intéresse à la science des systèmes et est surtout connu pour ses contributions dans les domaines de la paix et du développement.

## Jeunesse et formation
Yiannis Laouris est né en 1958 à Paphos, à Chypre. Fils du professeur Christodoulos Laouris, il fréquente des écoles de plusieurs districts de Chypre dont l'école anglaise de Nicosie, le Pancyprian Gymnasium et l'Acropolis Gymnasium. Après le coup d'État de 1974 à Chypre, il travaille comme cryptologue pour la garde nationale de Chypre.

## Publications
- Laouris, Y., Kalli-Laouri, J., & Schwartze, P. (1990). The postnatal development of the air righting reflex of albino rats. Quantitative analysis of normal development and the effect of preventing neck-torso and torso-pelvis rotations. Behav. Brain Res., 37, 37-44.
- Laouris, Y., & Windhorst, U. (1989). The relationship between coherence and nonlinear characteristics in Renshaw cell responses to random motor axon stimulation. Neuroscience, 28, 652-634.
- Bevan, L., Laouris, Y., Reinking, R. M., & Stuart, D. G. (1991). The effect of the stimulation pattern on the fatigue of single motor units in adult cats. J. Physiol. (Lond. ) 449, 85-108.
- Enoka, R. M., Trayanova, N., Laouris, Y., Bevan, L., Reinking, R. M. and Stuart, D. G. (1992). Fatigue-related changes in motor unit action potentials of adult cats. Muscle & Nerve, 15: 138–150. DOI 10.1002/mus.880150204
- Spielmann, J.M, Laouris, Y.,  Nordstrom, M.A., Robinson, G.A., Reinking, R.M. and Stuart, D. G. (1993). Adaptation of cat motoneurons to sustained and intermittent extracellular activation. J Physiol 464, (1) 75-120.
- Nordstrom, M. A., Gorman, R. B., Laouris, Y., Spielmann, J. M. and Stuart, D. G. (2007). Does motoneuron adaptation contribute to muscle fatigue?. Muscle Nerve, 35: 135–158. DOI 10.1002/mus.20712
- Laouris, Y., Laouri, R. and Christakis, A. (2008). Communication praxis for ethical accountability: the ethics of the Tree of Action: dialogue and breaking down the wall in Cyprus. Syst. Res., 25: 331–348. DOI 10.1002/sres.890
- Loizou, A. & Laouris, Y. (2011). Developing Prognosis Tools to Identify Learning Difficulties in Children Using Machine Learning Technologies. Cognitive Computation, Vol 3(3), 490-500. DOI 10.1007/s12559-010-9052-5
- Roe, P,  Gill J., Allen, B., Boyle, B., Heck, H, Shitta, G., Laouris, Y.(2011).  Towards a technology transfer roadmap from the Coordination Action in R&D in Accessible and Assistive ICT (CARDIAC). Technology and Disability. Vol 23(3), 171-181. DOI 10.3233/TAD-2011-0325